# Jean-Baptiste Siméon Chardin
Jean Siméon Chardin (teljes nevén Jean-Baptiste Siméon Chardin; Párizs, 1699. november 2. – Párizs, 1779. december 6.) francia festő. Főként csendéleteket és nyugodt, meleg hangulatú zsánerképeket alkotott.

## Életpályája

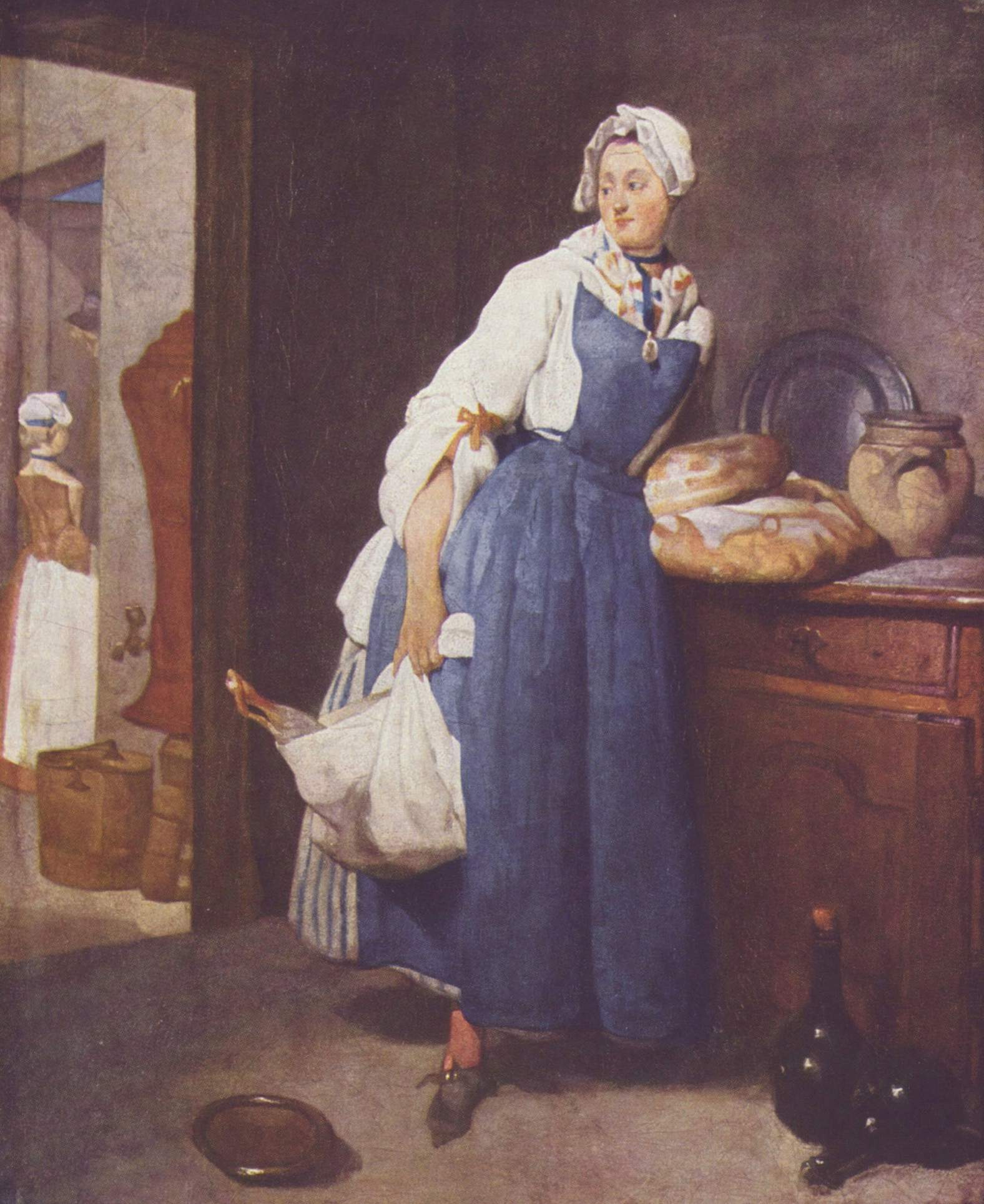
La Pourvoyeuse

Tanítványai közé tartozott Jean-Honoré Fragonard.
Eleinte virágokat, gyümölcsöket és csendéleteket festett, olyan ízléssel és természethűséggel, hogy 1728-ban a párizsi akadémia felvette tagjai sorába. Utóbb teljesen a zsánerfestészetre adta magát és e nemben olyan kitűnőt alkotott, hogy ő tekinthető Franciaországban a zsánerkép atyjának. Az egyszerű polgár családi életének legkitűnőbb ábrázolója volt; a mindennapi élet megszokott apró eseményeit festette meg, belemerült a gyermekek lelki életének tanulmányozásába és gyermekszobai jeleneteivel mintegy új műfajnak megalkotójává vált. Műveinek a legnagyobb része a párizsi Louvre-ban található.

## Művei
- La Bénédicité
- La Pourvoyeuse (1739), (Párizs, Louvre)